# Georg Wilhelm Henkel

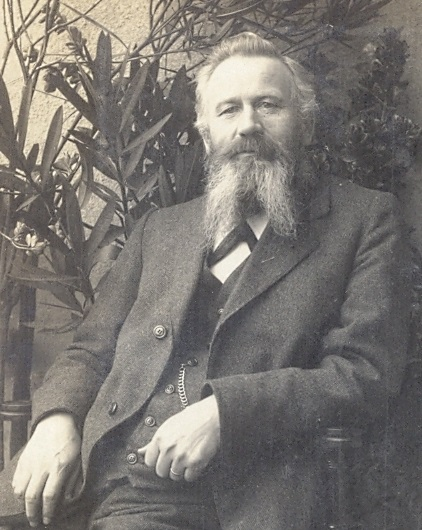
Georg Henkel

Georg Wilhelm Henkel (* 13. November 1861 in Breitenworbis; † 11. Januar 1934 in Bad Orb) war ein deutscher Lehrer, Kirchenmusiker und Komponist.

## Leben, Werdegang, Familie
Henkel wurde als fünftes von zwölf Kindern des Bauern und Schöffen Johannes Henkel (1822–1898) und seiner Ehefrau Maria Anna Petri (1829–1906) in Breitenworbis im thüringischen Landkreis Eichsfeld geboren. Auf seine Erziehung hatte seine Mutter großen Einfluss; sie war Enkelin des Lehrers und Organisten Andreas Josef Adam. Seine musikalische Begabung führte Georg Henkel zum Lehrerseminar in Heiligenstadt. Dort spielte die musikalische Erziehung eine große Rolle. „Die zukünftigen Volksschullehrer sollten befähigt werden, Kantoren- und Organistendienste auszuüben“. Ein Schwerpunkt dieser musikalischen Erziehung mögen die Präludien und Fugen Bachs gewesen sein. „Im Nachlass Henkels befindet sich ein Band Präludien und Fugen von Johann Sebastian Bach. An handschriftlichen Eintragungen ist zu erkennen, dass sich Henkel, wohl während seiner Ausbildung in Heiligenstadt, mit diesen Werken befasst haben musste, z. B. Präludium und Fuge in D-Dur.“
Henkel heiratete am 29. September 1884 in der Wallfahrtskirche Vierzehnheiligen bei Bad Staffelstein die ebenfalls aus dem Eichsfeld stammende Elisabeth Kohl (16. Mai 1855 – 24. März 1919). Das Ehepaar hatte insgesamt sechs Kinder. Georg Henkel starb am 11. Januar 1934 in Bad Orb.

## Berufliche Tätigkeit
Unmittelbar nach der Ausbildung in Heiligenstadt trat Henkel 1881 seine erste Stelle als „katholischer Volksschullehrer“ an der bereits 1835 gegründeten Volksschule in Eschwege an. Dort war er fünf Jahre tätig. Von Eschwege zog er im Mai 1886 zurück in seinen Heimatort Breitenworbis und dann weiter nach Fulda. Hier unterrichtete er „an einer Schule dicht bei der Severikirche“. Da er eine kirchenmusikalische Laufbahn anstrebte, besuchte er 1887 die Kirchenmusikschule in Regensburg. Danach bewarb er sich, am 4. August 1887 (erfolglos) um eine Stelle als Chorleiter beim Domkapitel in Fulda. Nach dieser Absage musste er sich weiterhin dem Schuldienst widmen. Wohl noch Ende 1887 oder Anfang 1888 erhielt Georg Henkel an der Volksschule in Bad Orb zunächst eine Vertretung, später eine feste Stelle. Das Lehrergehalt besserte er mit Klavierunterricht auf. Spät, erst nach 30 Jahren Wartezeit, erhielt Georg Henkel 1919 auch noch die Organistenstelle an der St. Martinskirche in Bad Orb. Die Pfarrer in der Zeit waren Adolf Dehler und Alfons Maria Lins. Jetzt gründete er den Chor „Cäcilia“. Damit begann auch musikalisch eine ganz neue Schaffensphase.

## Musikalisches Schaffen

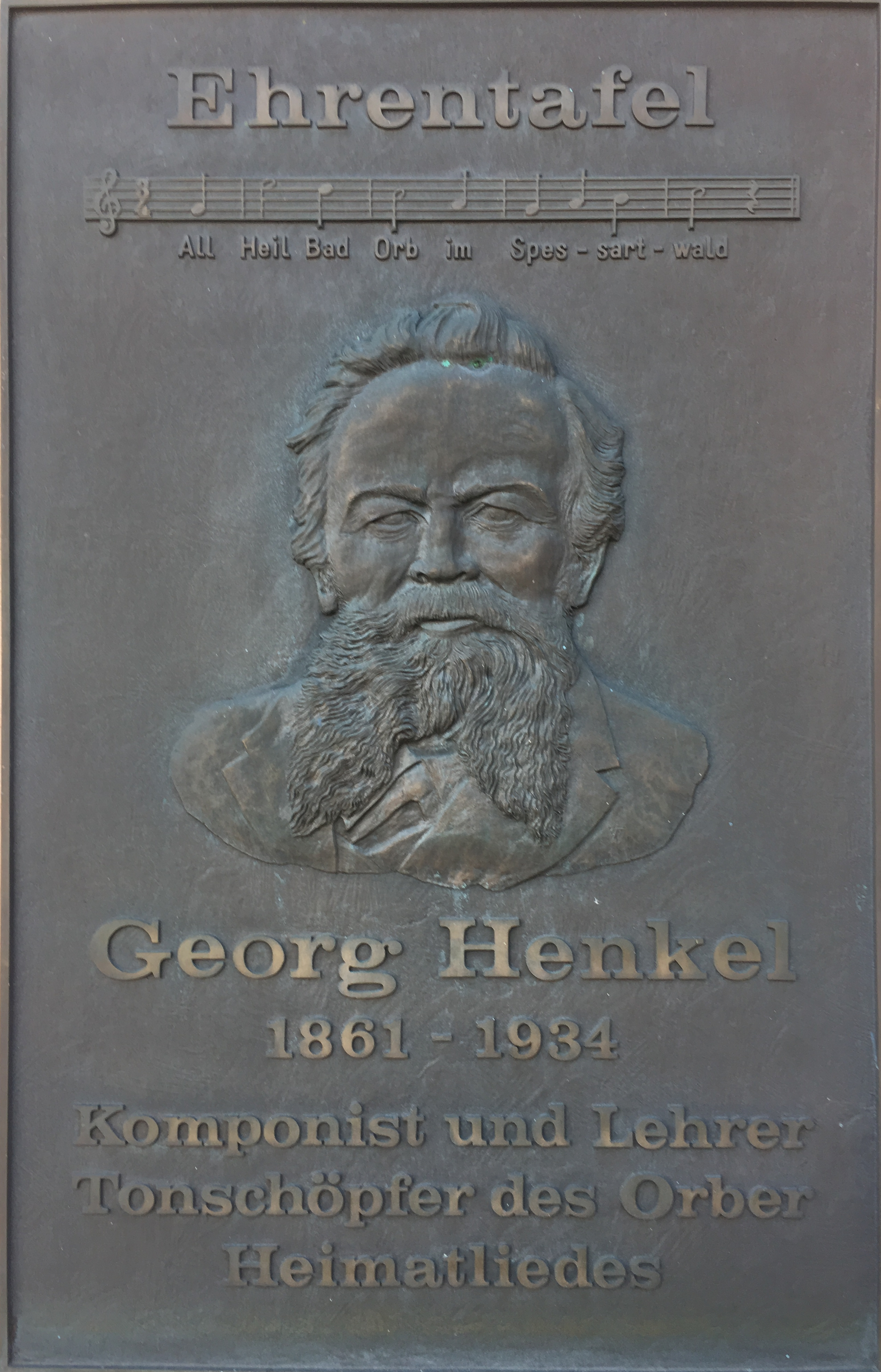
Ehrentafel für Georg Wilhelm Henkel

Seine ersten musikalischen Spuren hinterließ Georg Henkel in Eschwege, wo er wahrscheinlich in der katholischen Kirche die Orgel spielte. Ein weiterer Hinweis findet sich zum Zeitpunkt der Einweihung eines Neubaus der katholischen Schule in Eschwege, am 24. Oktober 1883. Bei diesem Anlass trug Henkel „mit anderen zur musikalischen Unterhaltung bei“. In den ersten Jahren entstanden vor allem kleinere Klavierkompositionen und Lieder für Sologesang mit Klavierbegleitung. Wegen seiner Dirigententätigkeit kamen dazu bald auch Lieder für Männerchöre. Diese weltlichen Kompositionen sind meistens im Musikverlag von Carl Gottlieb Röder in Leipzig veröffentlicht worden. Manchmal benutzte er dabei das Pseudonym „Georg vom Eichenfeld“ – ein Hinweis auf seine Herkunft aus dem Eichsfeld. Im öffentlichen Leben seiner neuen Heimat Orb stellte Henkel vielfältig seine musikalischen Fähigkeiten zur Verfügung. So gründete er eine Gesangsgruppe, ein Laienorchester und leitete den traditionsreichen Gesangsverein „Liedertafel“. Auch um die Anfänge der Kurmusik machte er sich verdient. Hier einzuordnen sind die Orchesterpartituren einiger Märsche. Sie weisen auf die Tätigkeit Henkels bei dem Aufbau der Kurmusik hin. Aus der Partitur ist zu entnehmen, dass das Kurorchester aus zwei Hörnern, zwei Trompeten, einer Posaune, Schlagwerk, 1. und 2. Violine, Violen, Celli und dem Kontrabass bestand. Das Kurorchester seiner Zeit war also wesentlich größer als in späteren Zeiten.
Es war eine glückliche Fügung, dass nach Henkels Tod sein Notenarchiv an seinen musikkundigen Enkel Alphons Engel gelangte. Dieser konnte die Werke entsprechend ein- und zuordnen. Erleichtert wurde diese Aufgabe durch den Umstand, dass Georg Henkel seine Stücke durchnummeriert hatte. Sein Opus 1 ist ein kirchenmusikalisches Werk, ein vierstimmiger Choral mit dem Titel „Allmächtiger Gott, wir bitten dich“, der für den Schluss einer Andacht bestimmt ist. Es könnte noch aus der Regensburger Zeit stammen. Diesem Erstlingswerk folgten im Laufe seines langen Schaffens noch ca. 20 weitere kirchenmusikalische Werke. Darunter fünf Ordinariumsmessen und vierzehn Proprienmessen. Sie liegen meist, im Gegensatz zu den vielen weltlichen Kompositionen, nur handschriftlich vor. Henkels letzte Stücke sind wieder weltliche Lieder für Männerchöre. Sein allerletztes Werk mit der Nummer 127 mit dem bedeutungsvollen Titel „Am Horizont die Sonne sinkt“ liegt nur handschriftlich vor. Vielleicht nahm der Komponist mit ihm ahnungsvoll Abschied von dieser Welt.

## Nachwirkung
Ein besonderes Zeugnis der Verbundenheit mit seiner zweiten Heimat Bad Orb und dem Spessart legt Georg Henkel in mehreren Spessartliedern und insbesondere mit seinem Orber Lied „All Heil Bad Orb im Spessartwald“ nieder. Seine Lieder sind noch lange, bis in die 1960er Jahre gesungen worden. Das Orber Lied, mit dem Text von Dr. Julius Türck, hat dagegen regelrechten „Kultstatus“ erlangt und wurde zur Hymne der Stadt, die „seit über 120 Jahren zu besonderen Anlässen gesungen“ wird. Es hält den Namen seines Komponisten Georg Henkel bis heute lebendig. Am Heimatmuseum, der Burg Bad Orb, wurde Georg Wilhelm Henkel eine Ehrentafel gewidmet. Sie enthält neben einem Abbild Henkels die erste Zeile des Orber Liedes.

## Kompositionen
| Nr. | Titel | Musikart / Besetzung                                               | Bemerkungen |
| --- | --- | ------------------------------------------------------------------ | --- |
| 1   | Zum Schluss der Andacht; „Allmächtiger Gott, wir bitten dich“                                                                     | Vierstimmiger Choral                                               | Handschriftlich vorhanden |
| 3   | In der Laube | Salonstück für Klavier                                             | Gedruckt bei Röder, Leipzig |
| 4   | Zum Jubiläum eines Priesters; „O quam magnam dignitatem“                                                                          | Vierstimmiger Tonsatz                                              | Handschriftlich vorhanden vom 10. März 1890 |
| 5   | „Wacht auf, die Berge loh’n“; von Hermann Neumann                                                                                 | Vierstimmiger Männerchor                                           | Gedruckt bei Röder, Leipzig; auch beim Verlag Arwed Strauch, Leipzig; mit diesem Chor errang der Komponist auf dem Sängerfest zu Aschaffenburg 1892 einen großartigen Erfolg.      |
| 7   | Spessartlust | Salonstück für Klavier                                             | Gedruckt bei Röder, Leipzig |
| 10  | Lied des Einsiedels; aus dem Simplizissimus von Grimmelshausen                                                                    | Vierstimmiger Männerchor                                           | Gedruckt bei Röder, Leipzig; auch bei Arwed Strauch, Leipzig; |
| 13  | Gute Nacht | Vierstimmiger Männerchor                                           | Gedruckt bei Röder, Leipzig; auch bei Benz-Kuller, Verlag Rorschach, Schweiz |
| 14  | Spielmanns-Lieben; Gedicht von Jacobi                                                                                             | Sologesang, Klavier                                                | Gedruckt bei Röder, Leipzig |
| 16  | Wanderlust; Gedicht von R. Habeu                                                                                                  | Sologesang, Klavier                                                | Gedruckt bei Röder, Leipzig |
| 18  | Mein Vater steht am Steuer; Gedicht von Molitor                                                                                   | Sologesang, Klavier                                                | Gedruckt bei Röder, Leipzig |
| 20  | Osterlied (Die Lerche stieg am Ostermorgen); von Emanuel Geibel                                                                   | Vierstimmiger gemischter Chor, Sologesang, Klavier                 | Handschriftlich |
| 21  | Der Sänger; von J.W. v. Goethe | Klavier, vierstimmiger Männerchor mit Soli für Tenor und Bariton   | Gedruckt bei Röder, Leipzig; auch Verlag Benz-Kuller, Rorschach, Schweiz |
| 24  | Schlummerlied | Sologesang, Klavier                                                | Noten fehlen, das Lied steht auf dem Titelblatt zu Nr. 3, gedruckt bei Röder, Leipzig                                                                                              |
| 27  | Mäcen-Marsch | Gibt es für Klavier und Orchester (15 Instrumente)                 | Gedruckt bei Röder, Leipzig, die Orchestervariante handschriftlich |
| 43  | Weinlied; von Magda von der Wayden                                                                                                | Sologesang und Klavier                                             | Gedruckt bei Röder, Leipzig |
| 44  | Ouvertüre „Sine nomine“ | Für Klavier                                                        | Gedruckt bei Röder, Leipzig |
| 45  | Frauenlob; von Paul Baehr | Vierstimmiger Männerchor                                           | Gedruckt bei Röder, Leipzig, auch beim Verlag Arwed-Strauch, Leipzig |
| 48  | Sängergruß; von L. Babre | Vierstimmiger Männerchor                                           | Gedruckt bei Röder, Leipzig; auch beim Verlag Arwed-Strauch, Leipzig |
| 49  | Glaube, Hoffnung, Liebe (Einen gold‘nen Wanderstab); von Gedeon v. d. Heide                                                       | Vierstimmiger Männerchor                                           | Gedruckt bei Röder, Leipzig; auch beim Verlag Arwed-Strauch, Leipzig |
| 50  | Mondnacht am Rhein; von O. Rupertus                                                                                               | Vierstimmiger Männerchor                                           | Verlag Benz-Kuller, Rorschach, Schweiz |
| 51  | Kleines Tanzalbum mit den Stücken: 1. Marsch, 2. Polonaise; 3. Walzer; 4. Polka; 5. Rheinländer; 6. Mazurka; 7. Walzer; 8. Galopp | Vierstimmiger Männerchor                                           | Gedruckt bei Röder, Leipzig |
| 52  | O bleib bei mir (Sieht du dort oben die kleinen Sterne); von Herbert Forbach                                                      | Vierstimmiger Männerchor, handschriftlich auch für gemischten Chor | Gedruckt bei Röder, Leipzig |
| 56  | Waldestraum in der Christnacht; von Julius Lohmeyer                                                                               | Singstimme und Klavier                                             | Handschriftlich |
| 58  | Wunsch! O hätt’ ich ein Häuschen zu eigen.                                                                                        | Vierstimmiger Männerchor                                           | Verlag Carl Hochstein, Heidelberg, gedruckt bei Röder, Leipzig |
| 60  | All Heil Bad Orb im Spessartwald; von Julius Türck                                                                                | Singstimme und Klavier, auch für vierstimmigen Männerchor          | Im Eigenverlag herausgegeben |
| 62  | Möchte Wandern; von E. Maenz | Vierstimmiger Männerchor                                           | Verlag C F. Teich, Leipzig |
| 63  | Mein grüner Spessartwald; von Julius Türck                                                                                        | Marsch und Lied, auch für vierstimmigen Männerchor                 | Handschriftlich |
| 64  | Hochzeits-Jubellied; von Matthes                                                                                                  | Vierstimmiger Männerchor                                           | Verlag Benz-Kuller, Rorschach, Schweiz; auch handschriftlich vorhanden |
| 66  | Lache nur | Vierstimmiger Männerchor                                           | Verlag Benz-Kuller, Rorschach, Schweiz |
| 67  | So lang’ ich lebe, will ich lieben; von O. Promber                                                                                | Vierstimmiger Männerchor                                           | Verlag C. F. Teich, Leipzig |
| 70  | Sonntagsfrühe; von F.A. Muth | Vierstimmiger Männerchor                                           | Selbstverlag, gedruckt bei Röder in Leipzig |
| 71  | Mein deutsches Lied; von Bruno Hufner                                                                                             | Vierstimmiger Männerchor                                           | Selbstverlag, gedruckt bei Röder in Leipzig |
| 72  | Blauveilchen; von Bruno Hufner | Vierstimmiger Männerchor                                           | Selbstverlag, gedruckt bei Röder, Leipzig |
| 73  | Quodlibet | Vierstimmiger Männerchor                                           | Handschriftlich |
| 74  | Wildrösleín; von Franz Alfred Muth                                                                                                | Vierstimmiger Männerchor                                           | Verlag Karl Ebling, Mainz. |
| 75  | Abschied; von Leopold Nothhar | Vierstimmiger Männerchor                                           | Handschriftlich |
| 77  | Heil Kaiser und Reich; von E. Maenz und W. Plath                                                                                  | Vierstimmiger Männerchor                                           | Stich bei Engelmann & Mühlberg in Leipzig |
| 85  | Offertorium zur Brautmesse | Für Orgel und zwei Solostimmen                                     | Handschriftlich |
| 86  | Preis Gottes | Vierstimmiger Männerchor                                           | Handschriftlich |
| 88  | Der gute alte Mond; von August Gottlieb                                                                                           | Vierstimmiger Männerchor                                           | Handschriftlich |
| 94  | Bonifatiusmesse (Missa in honorem sancti Bonifacii)                                                                               | Gemischter Chor, a cappella                                        | Handschriftlich |
| 95  | Tui sunt caeli | Gemischter Chor, a cappella                                        | Handschriftlich |
| 97  | St. Georgsmesse (Missa in honorem sancti Georgii), später geändert in Missa Salvatoris mundi                                      | Gemischter Chor, a cappella                                        | Handschriftlich |
| 98  | Propriengesänge zu Mariä Himmelfahrt (15. August)                                                                                 | Orgel mit vierstimmigem gemischtem Chor                            | Handschriftlich |
| 99  | Propríengesänge zum Feste des hl. Kreuzes                                                                                         | Orgel mit vierstimmigem Chor                                       | Handschriftlich |
| 101 | Deutsche und lateinische Gesänge zur Messe                                                                                        | Für gemischten Chor                                                | Handschriftlich |
| 102 | Das deutsche Lied hat einen guten Klang                                                                                           | Vierstimmiger Männerchor                                           | Verlag Otto Teich, Leipzig. (Der „Liedertafel“ Bad Orb zu ihrem 80-jährigen Bestehen (1845–1925) und ihrem verehrten Vorsitzenden, Apotheken-Besitzer Friedrich Siebert gewidmet). |
| 105 | Zum heiligen Feste | Choral für vier gemischte Stimmen                                  | Handschriftlich |
| 106 | Heiliger Josef, unser Schutzpatron                                                                                                | Vier gemischte Stimmen                                             | Handschriftlich |
| 107 | Pange lingua I-IV | Vier gemischte Stimmen                                             | Handschriftlich |
| 108 | Nach der Wandlung | Choral für vier gemischte Stimmen                                  | Handschriftlich |
| 109 | Zum Schluss der Andacht | Lied                                                               | Handschriftlich |
| 110 | Messe „Do re mi fa“ | Vierstimmiger gemischter Chor                                      | Handschriftlich |
| 111 | Deutsches Offertorium | Vierstimmiger gemischter Chor                                      | Handschriftlich |
| 112 | Sanctus, Benedictus, Agnus Dei; Teile eines Mess-Ordinariums, in D-Dur                                                            | Vierstimmiger gemischter Chor                                      | Handschriftlich |
| 114 | Jubilate Deo omnis terra | Vierstimmiger gemischter Chor                                      | Handschriftlich |
| 115 | Ecce sacerdos magnus | Vierstimmiger gemischter Chor                                      | Handschriftlich |
| 116 | Graduale und Offertorium am 14. Sonntag nach Pfingsten                                                                            | Vierstimmiger gemischter Chor                                      | Handschriftlich |
| 119 | Offertorium zu Christi Himmelfahrt                                                                                                | Vierstimmiger gemischter Chor                                      | Handschriftlich |
| 122 | Hüte Dein Herz | Vierstimmiger Männerchor                                           | Handschriftlich |
| 123 | Sonntag im Spessart; von Ludwig Grölle                                                                                            | Vierstimmiger Männerchor                                           | Handschriftlich; ursprünglich „Sonntag im Orbtal“ |
| 124 | Das Mädchen vom Spessarttal; von Ludwig Grölle                                                                                    | Vierstimmiger Männerchor                                           | Handschriftlich |
| 125 | Der Knabe vom Spessarttal; von Ludwig Grölle                                                                                      | Vierstimmiger Männerchor                                           | Handschriftlich, mit Stempel Gesangsverein „Sängerlust“ |
| 127 | Zwischen Tag und Nacht am Horizont die Sonne sinkt; von Otto Köppe                                                                | Vierstimmiger Männerchor                                           | Handschriftlich |

Nicht wenige von Henkels Kompositionen haben gut acht Jahrzehnte seit seinem Tode überdauert (2021). Sie werden immer noch bei Ruh Musik AG in der Schweiz vertrieben.